# Killing Floor (песня)
«Killing Floor» — песня американского блюзового певца, сочинителя песен и гитариста Хаулин Вулфа, вошедшая в его альбом 1966 года The Real Folk Blues. Употребляемое в песне выражение «To be down on the killing floor», которое и дало ей название, по словам гитариста Хьюберта Самлина означало чувствовать себя очень подавленным.
Одна из самых известных песен Вульфа, «Killing Floor» часто исполнялась многими артистами — в том числе такими известными как The Jimi Hendrix Experience, Эриком Клэптоном и Led Zeppelin. Песню считают одной из самых влиятельных блюзовых песен всех времён.
«Killing Floor» является двенадцатитактовым блюзом со слабой долей с «узнаваемым» гитарным риффом, сочинённым Хьюбертом Самлином, давним соратником Вулфа.
Хендрикс сделал запись в быстром энергичном темпе в студии Би-би-си. Позднее она вышла на альбоме BBC Sessions. The Jimi Hendrix Experience исполнили её на Международном поп фестивале в Монтеррее в 1967 году. Именно этой песней Хендрикс открыл свой сет. Запись этого выступления вошла в альбом Jimi Plays Monterey.
Led Zeppelin исполняли песню на концертах в 1968 и 1969 годах, а затем использовали её в качестве основы для песни «The Lemon Song». Бутлег c ранними выступлениями Led Zeppelin включает концертные версии песни под названием «Killing Floor». Их версия, которая также включает некоторые слова из песни Роберта Джонсона «Travelling Riverside Blues», была полностью приписана Честеру Бёрнетту (настоящее имя Хаулина Вулфа) в некоторых копиях альбом Led Zeppelin II, и с первоначальным названием. После судебного иска со стороны издателей Бёрнетта песня была переименована в «The Lemon Song», а авторами песни были обозначены «Page/Plant/Jones/Bonham/Burnett».
Блюз-роковая группа Electric Flag, возглавляемая гитаристом Майком Блумфилдом, записала песню для альбома Long Time Comin, выпущенном в 1968 году.
Гитарист Хьюберт Самлин, долгое время выступавший с Хаулин Вулфом, часто исполнял эту песню и на своих сольных концертах. Он сыграл эту песню с Эриком Клэптоном, Джимми Воном, Роберт Крэем на The Crossroads Guitar Festival.